# Charlotte Salt
Charlotte Salt (Newcastle-under-Lyme, 12 agosto 1985) è un'attrice e modella britannica.

## Biografia
Incomincia la sua carriera nel 1999 in varie pubblicità americane e nel 2001 ottiene il suo primo ruolo in un episodio di In the Land of Plenty. Successivamente arriveranno ruoli più importanti come nella serie Wildfire, I fantasmi di Bedlam e, nel 2014, la soap opera General Hospital, dove per 8 episodi interpreta il ruolo di una prostituta poi deceduta.
Si è fatta notare anche per un piccolo ruolo nella serie I Tudors.

## Filmografia

### Cinema
- Beneath Still Waters - Dal profondo delle tenebre (Beneath Still Waters), regia di Brian Yuzna (2005)
- TV Set, regia di Jake Kasdan (2006)
- La leggenda di Beowulf (Beowulf), regia di Robert Zemeckis (2007)
- Ragazze da sballo (Deep in the Valley), regia di Christian Forte (2009)
- Tutti parlano di Jamie (Everybody's Talking About Jamie), regia di Jonathan Butterell (2021)

### Televisione
- The Inspector Lynley Mysteries – serie TV, episodio 1x05 (2002)
- Metropolitan Police (The Bill) – serie TV, episodio 19x32 (2003)
- Born and Bred – serie TV, 20 episodi (2002-2005)
- Entourage – serie TV, episodio 2x10 (2005)
- CSI - Scena del crimine (CSI: Crime Scene Investigation) – serie TV, episodio 6x13 (2006)
- Wildfire – serie TV, 13 episodi (2006-2007)
- I Tudors (The Tudors) – serie TV, episodi 3x01, 3x02, 3x03, 3x05 (2009)
- Miss Marple (Agatha Christie's Marple) – serie TV, episodio 5x02 (2010)
- Delitti in Paradiso (Death in Paradise) – serie TV, episodio 1x02 (2011)
- Natale a Castlebury Hall (A Princess for Christmas) – film TV, regia di Michael Damian (2011)
- I fantasmi di Bedlam (Bedlam) – serie TV, 7 episodi (2011-2012)
- Casualty – serie TV, 119 episodi (2011-2018)
- The Musketeers – serie TV, 8 episodi (2015)